# Skybound (Film)
Skybound ist ein deutscher Actionthriller aus dem Jahr 2017 von Alex Tavakoli, der auch sowohl für das Drehbuch verantwortlich als auch als Produzent tätig war. In den Hauptrollen sind Scarlett Byrne, Gavin Stenhouse und Rick Cosnett zu sehen.

## Handlung
Matt, Sohn einer wohlhabenden Familie, hat ein Date mit Lisa. Auf einem Flugplatz treffen sie das mit ihnen befreundete Pärchen Odin und Roxy. Später gesellt sich Kyle, Matts jüngerer Bruder und Ex-Freund von Lisa, zur Gruppe. Sie wollen mit einem Privatjet von New York City nach Los Angeles im US-Bundesstaat Kalifornien fliegen. Kyle fungiert als Co-Pilot, da die Luftfahrtregelungen einen Co-Piloten vorschreiben. Während des Fluges geraten sie in eine Unwetterfront. Aufgrund eines Blitzeinschlages fallen einige Systeme im Flugzeug aus. Als sie die Sicherung des Flugzeuges wieder einschalten wollen, entdecken sie eine Bananenschale und einen Trinkbecher und kurz darauf den blinden Passagier Erik.
Dieser versucht mit Waffengewalt das Kommando und die Kontrolle über das Flugzeug zu übernehmen. Mit aller Macht versucht er, das Flugzeug in der Luft zu halten. Mit vorgehaltener Pistole zwingt er den Piloten Matt, bloß nicht zu landen oder auch nur etwas an der Höhe zu ändern. Als sich Lisa ihm stellen will, zögert Erik nicht lange und gibt einen Schuss ab. Kyle wirft sich der Kugel in den Weg und wird schwer an der Seite verletzt. Odin kann kurz darauf Erik überwältigen. Lisa, die Medizin studiert, kann derweil Kyle erfolgreich behandeln.
Es stellt sich heraus, dass Erik Anführer einer Sekte ist und unter anderem aufgrund Drogenkonsums vom FBI gesucht wird. Während des Fluges stellen sie fest, dass anscheinend auch bei anderen Flugzeugen viele Funktionen ausgefallen sind und dadurch Chaos im Luftraum herrscht. Daher beschließen sie, Flughäfen nicht anzusteuern. Odin spült angebliche Diabetes-Medikamente die Toilette hinunter mit der Begründung, es seien Drogen und sie alle würden wegen Erik unter Drogeneinfluss stehen und sich alles einbilden. Tatsächlich handelte es sich wirklich um ein Medikament und Erik verstirbt. 
Nach den Problemen an Bord entdecken sie am Horizont einen Atompilz, der auf eine Kernwaffenexplosion hindeutet. Während sie sich der Erscheinung nähern, nehmen sie wahr, dass die Erde brennt. Sie müssen mitansehen, wie eine Herde Bisons verbrennt. Doch auch das Flugzeug erleidet Schaden und steht kurz vor dem Absturz. Lisas Vater kann sie nach langer Zeit auf dem Mobiltelefon erreichen und offenbart, dass die USA von 11 Atombomben bombardiert wurden. Angreifer war eine Terrorgruppe, die in Russland Atombomben ergaunerte.
Da sie in dem radioaktiven Bereich nicht landen dürfen, steuern die fünf Freunde Hawaii an, da Roxy, die sich als Mathegenie entpuppt, berechnet, dass dort keine Auswirkungen des Atomschlags vorhanden sind. Da der Treibstoff nicht reicht, entschließen sie sich dazu, die Einrichtung des Jets sowie eine der Turbinen vom Flugzeug abzutrennen. Von Odin an einem Gurt gesichert, versucht Matt, durch die geöffnete Kabinentür die Turbine mit einer Axt abzutrennen. Da er den hinteren Teil nicht erreichen kann, löst er sich vom Gurt, durchtrennt die Befestigung der Turbine und wird – wohl wissend, was der letzte Schlag mit der Axt bedeuten wird (daher versöhnte er sich kurz zuvor mit seinem Bruder) – vom Flugwind in den Tod geworfen.
Die vier Überlebenden steuern gemeinsam das Flugzeug. Nachdem der zweiten Turbine der Treibstoff ausgeht, stürzen sie kurz vor Hawaii ins Meer, überleben aber.

## Hintergrund
Das Budget der deutschen Filmproduktion lag bei geschätzten 2,5 Mio. US-Dollar. Der Film erschien im August 2019 im Videoverleih.
Brigitte Knott-Wolf in der Rolle der Dr. Lea Rybczinski und Sami Omar als Tim Khan, verkörpern hier ihre bisher einzigen Filmrollen.

## Rezeption
„Billig produzierter Actionthriller mit Anklängen an Apokalypse- und Kriegsfilme, der mit schwachen Dialogen, Schauspielern und Effekten auf üblichem B-Movie-Territorium wandelt. Der sinnfreie, aber unvorhersehbare Plot treibt den Unterhaltungsfaktor immerhin auf solides Trashfilm-Niveau.“

In der Internet Movie Database hat der Film bei über 7.200 Stimmenabgaben eine Wertung von 4,7 von 10,0 möglichen Sternen.